# Zophoryctes flavopilosus
Genre
Espèce
Zophoryctes flavopilosus, unique représentant du genre Zophoryctes, est une espèce d'araignées mygalomorphes de la famille des Barychelidae.

## Distribution
Cette espèce est endémique de Madagascar.

## Publication originale
- Simon, 1902 : Description d'arachnides nouveaux de la famille des Aviculariides faisant partie de collections du Muséum. Bulletin du muséum d'Histoire naturelle de Paris, vol. 8, p. 595-599 (texte intégral).